# Svanhild Sigurdsdotter

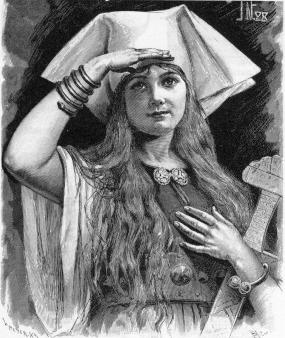
"Sådan var Svanhild/ i salen hos mig,/ som solens stråle/ med sitt starka ljus." Guđrunarhvǫt (Erik Brates översättning). Bild av Jenny Nyström för Nils Fredrik Sanders utgåva av Den poetiska Eddan, 1893.

Svanhild Sigurdsdotter (Svanhildr Sigurðardóttir) var dotter till drakdödaren Sigurd fafnesbane Sigmundsson (Sigurðr fáfnisbani Sigmundarson) och Gudrun Gjukesdotter (Guðrún Gjúkadóttir). Sedan hennes mor gift om sig med den mytiske kung Jonaker (Jónakr) blev Svanhild uppfostrad i dennes hov, tillsammans med sina halvbröder Erp (Erpr), Hamde (Hamðir) och Sörle (Sǫrli). Svanhild är inte en historisk person, men att döma av de händelser som nämns i sagorna skulle hennes korta liv ha infallit någon gång under perioden 350–375 e.Kr.

## Berättelsen om Svanhild
Om Svanhild berättar Snorre Sturlasson i Den prosaiska Eddan följande:
"Hon var den vackraste av alla kvinnor. Det fick kung Jörmunrek den mäktige höra. Han sände sin son Randve att fria för hans räkning. Och när sonen kom till Jonaker lämnades Svanhild i hans vård. Han skulle föra henne till Jörmunrek. Då sade Bicke att det skulle passa bättre om Randve gifte sig med Svanhild, eftersom de båda var unga men Jörmunrek var gammal. Hans råd tilltalade de unga. Sedan berättade Bicke det för kungen. Då lät kung Jörmunrek gripa sin son och föra honom till galgen. Randve tog då sin hök och plockade av den fjädrarna och bad att den skulle föras till hans far. Därefter hängdes han. När Jörmunrek såg höken förstod han att liksom höken inte kunde flyga utan fjädrar, så var hans rike odugligt när han var gammal och utan son.
Kung Jörmunrek kom ridande ur skogen med sin hird från jakten när Svanhild satt och tvättade sitt hår. De red över henne och trampade henne till döds under hästarnas hovar."
Gudrun eggade nu sina söner, Svanhilds halvbröder, att hämnas Svanhild genom att dräpa Jörmunrek. De lyckades hugga av kungen både armar och ben, men blev själva dräpta på kuppen.

## Historisk bakgrund
En möjlig verklighetsbakgrund till Svanhildssagan omtalas av Jordanes i dennes, för övrigt notoriskt opålitliga verk, Getica. Han skriver där att kung Ermanarik (Jörmunrek), som då enligt traditionen härskade över alla goterfolk från Svarta havet till Atlanten, skulle ha blivit så förbittrad över att en av hans egna vasallkungar hade fallit honom i ryggen, att han låtit sönderslita dennes unga hustru Sunilda (Svanhild) mellan fyra hästar. Som hämnd blev Ermanarik själv ihjälstucken med spjut av Sunildas bröder Ammius (Hama-thius, dvs. Hamde) och Sarus (Sarilo, dvs. Sörle). Enligt Quedlinburg-krönikan från 900-talets slut, skulle bröderna, som här kallas Hemidus (Hamde), Serila (Sörle) och Adaccar (!), ha huggit av kungens händer, vilket stämmer med Snorres version bortsett från att namnet Adaccar (Odovakar) är fel. (Misstaget är dock intressant utifrån det faktum att kung Ermanarik själv i medeltida texter ofta har kommit att förväxlas med Odovakar.)